# Heigenkam (Otterfing)
Heigenkam ist ein Ortsteil von Otterfing im oberbayerischen Landkreis Miesbach. 

## Geographie
Die Einöde liegt direkt an der Grenze zum Landkreis München, circa 2,4 Kilometer nordwestlich vom Ortszentrum in Richtung Arget.

## Geschichte
Die Endung -kam, oberdeutsch für -heim, weist auf eine Besiedlung etwa im 7./8. Jahrhundert hin. Urkundlich wurde Heigenkam erstmals 1497 in einem Traditionsbuch des Klosters Tegernsee als „Helkam“ erwähnt. Zu dieser Zeit gehörte der Weiler zu Wettlkam.

## Infrastruktur
Zufahrt von Wettlkam aus.
Das Dorf ist landwirtschaftlich geprägt, darunter befindet sich eine Reitanlage. Der Weiler besteht aus dem Heigenkamer Hof, dem Heigenkamer Weg und der Fohlenweide.
Durch Heigenkam führt die Kreisstraße MB 2.